# رفع الأستار لإبطال أدلة القائلين بفناء النار
رفع الأستار لإبطال أدلة القائلين بفناء النار. كتاب ألّفه محمد بن إسماعيل الأمير الصنعاني، تكلم فيه عن مسألة فناء النار التي هي من أغرب المسائل وكان قد طلب منه السائل أن يكشف عنها الأستار، فقال: تعين علينا أن نكشف وجوه أدلتها النقاب ونبرز المطوي تحت لثامها بعيون أذهان أولي الألباب، ونستفوي فيها المقال، وان خرجنا عن الإيجاز إلى الإطناب والإسهاب، لأنه عزّ وجود ما ألف فيها فيحال عليه، ولا أعرف فيها منازعا لمدعيها فأرشد إليه.